# Philodicus robustus
Philodicus robustus là một loài ruồi trong họ Asilidae. Philodicus robustus được Blasdale miêu tả năm 1957. Loài này phân bố ở vùng nhiệt đới châu Phi.